# Persoonia cordifolia
Persoonia cordifolia är en tvåhjärtbladig växtart som beskrevs av Peter Henry Weston. Persoonia cordifolia ingår i släktet Persoonia och familjen Proteaceae. Inga underarter finns listade i Catalogue of Life.